# Сенье, Франсуаза
Франсуа́за Сенье́ (фр. Françoise Seigner; 7 апреля 1928, Париж — 13 октября 2008, Париж) — французская актриса театра и кино.

## Биография
Франсуаза Сенье родилась в семье актёра Луи Сенье. Приходится тёткой актрисам Эмманюэль, Матильде и Мари-Амели Сенье. В 1969 году обрела мировую известность благодаря роли в фильме Франсуа Трюффо «Дикий ребёнок». Преимущественно работала в театре и мало снималась в кино и на телевидении. С 1953 года состояла в труппе «Комеди Франсез».

## Фильмография
- 1969: Дикий ребёнок / L’enfant sauvage
- 1982: Отверженные / Les misérables
- 1990: Другая / La seconde
- 1992: Принцесса Александра / Princesse Alexandra